# برج خالد العطار ۲
برج خالد العطار ۲ (انگلیسی: Khalid Al Attar Tower 2) ساختمان اداری ۶۶ طبقه مستقر در شهر دبی، امارات متحده عربی است، که در سال ۲۰۱۱ احداث گردید.